# Georgia Douglas Johnson
Georgia Douglas Johnson (ur. ok. 1877-1880, zm. 1966) – poetka amerykańska, jedna z najważniejszych autorek afroamerykańskich. Zalicza się do twórców Harlem Renaissance.

## Życiorys
Georgia Douglas Johnson przyszła na świat jako Georgia Blanche Douglas Camp, córka Laury z domu Douglas i George’a Campów. Wiadomo, że urodziła się 10 września, ale źródła podają różne lata, 1877, 1880, a nawet 1886. Była Afroamerykanką i jako pierwsza afroamerykańska autorka zyskała ogólnokrajowy rozgłos. Jakkolwiek nie występowała otwarcie przeciwko segregacji rasowej, a nawet aktom rasizmu, za co była krytykowana, wplatała te kwestie do swoich wierszy i sztuk teatralnych. Uczyła się w publicznych szkołach w Atlancie. Potem pracowała przez dziesięć lat jako nauczycielka. Studiowała muzykę w Oberlin Conservatory of Music i w Cleveland College of Music (obie uczelnie w Ohio). W 1903 poślubiła Henry’ego Lincolna Johnsona. Miała dwóch synów, Henry’ego Lincolna, Juniora, (ur. 1906) i Petera Douglasa (ur. 1907). W 1925 roku owdowiała. Ciężko pracowała, by zapewnić synom dobry start. Dzięki jej wysiłkom Peter ukończył college w Dartmouth i studia medyczne na Howard University, a Henry Lincoln Jr. został absolwentem Bowdoin College i wydziału prawa na Howard University. Georgia Douglas Johnson zmarła we własnym domu 14 maja 1966 roku.

## Twórczość
Georgia Douglas Johnson jest autorką czterech tomów poetyckich: The Heart of a Woman (1918), Bronze (1922), An Autumn Love Cycle (1928) i Share My World (1962). Pisała między innymi sonety. Jeden z nich poświęciła osobie Johna Browna, radykalnego dziewiętnastowiecznego przeciwnika niewolnictwa, a zarazem bohatera utworów Cypriana Kamila Norwida (Do obywatela Johna Brown i Stephena Vincenta Benéta (John Brown’s Body). Oprócz tego tworzyła epigramaty. Występują one właściwie niepodzielnie w tomiku The Heart of a Woman. Znana jest także jako autorka dramatyczna.